# Zabelia umbellata
Zabelia umbellata là một loài thực vật có hoa trong họ Kim ngân. Loài này được Karl Otto Robert Peter Paul Graebner mô tả khoa học đầu tiên năm 1900 dưới danh pháp Linnaea umbellata, dựa theo mô tả trước dó của ông và Johannes Buchwald. Năm 1948 Tomitarô Makino chuyển nó sang chi Zabelia.

## Phân bố
Loài này có tại miền trung Trung Quốc, bao gồm tây nam Quý Châu, Hồ Bắc, tây Tứ Xuyên, tây bắc Vân Nam và đông Tây Tạng.
Một số tác giả coi Zabelia brachystemon, Zabelia onkocarpa và Z. umbellata là đồng nghĩa của Zabelia dielsii.

## Mô tả
Là cây bụi tỏa rộng, cao khoảng 1,8 m (6 ft) và rộng 2,1 m (7 ft). Tràng hoa hình ống với phiến cánh hoa phẳng, các cành nhỏ đầy lông cứng và các cuống lá của các lá đối diện phồng lên và hợp nhất, bao bọc các chồi lá. Lá bóng mượt, hình elip đến hình mũi mác, dài 3-7,5 cm. Hoa màu trắng, với 4-7 hoa trên mỗi cuống đơn ở cuối các chồi bên. Ở loài có liên quan là A. zanderi (Zabelia dielsii) hoa có màu hồng và mỗi cuống chỉ có 2 hoa.